# Die Hegl
Die Hegl sind eine österreichische volkstümliche Musikgruppe.

## Werdegang
Die volkstümliche Gruppe "Die Hegl" gründete sich 1998 und tritt seitdem überwiegend im österreichischen Alpenraum auf. Außerhalb Österreichs erzielte die Gruppe Erfolge auf den größten amerikanischen Oktoberfesten und trat auch auf Kreuzfahrten im Mittelmeer (2002) und in der Karibik (2003) auf.
Bestandteile ihrer jährlich bis zu 120 Liveauftritte sind neben den eigenen Kompositionen auch volkstümliche Schlager und Stimmungsmusik.
Anfang 2011 verkündeten "Die Hegl" eine musikalische Pause auf ungewisse Zeit.
Am 10. Juli 2020 veröffentlichten Die Hegl ihre neue Single-CD mit dem Titel Dei Jodler.

## TV-Auftritte (Auszug)
- Melodien der Berge
- Wenn die Musi spielt (ORF)
- Brieflosshow (ORF)
- Alles Guts (MDR)
- Achims Hitparade
- Wernesgrüner Musikantenschenke
- Herzlichst Hansi Hinterseer
- Lustige Musikanten
- Musikantenstadl (ORF / ARD / SRF)

## Diskografie
- 1999 – I kann't rean
- 1999 – Vergessen, verdammt, verloren
- 2001 – Mir san die Hegl
- 2002 – Rote Rosen
- 2003 – Hallo Servus
- 2004 – Die großen Schürzenjägerhits
- 2005 – Heut isch Hegl-Party
- 2006 – Zum Glück gibt's Volksmusik
- 2008 – 10 Jahre – Mei liabes Land Tirol
- 2008 – Das Beste
- 2008 – 10 Jahre – Mei liabes Land Tirol (DVD)
- 2009 – So a kloanes stückerl Hoamat
- 2011 – Die Hegl feat. Puch Club Zillertal – I und mei DS – (Single-CD)
- 2020 – Dei Jodler (Single-CD)
- 2021 – Das Beste II (Doppel-CD)